# Жван (парк)
Жван — парк-пам'ятка садово-паркового мистецтва місцевого значення, розташований на території смт Муровані Курилівці Вінницької області. Оголошений відповідно до Розпорядження Вінницької облдержадміністрації від 22.12.1995 р. № 200. Охороняється старовинний парк XVIII ст. На території якого зростає 57 видів дерев і кущів. Парк  закладений Міклером Діонізієм (1762-1853), ірландським ботаніком, майстром садово-паркового мистецтва, який працював переважно на території України. Міклер упорядкував понад 50 парків, частина з яких збереглася.

## Опис
Територія природно-архітектурного комплексу належить до географічного ландшафту Подільської височини, заходиться в її південно-західній частині, розчленованій глибокими річковими долинами лівих приток Дністра. На лівому березі однієї з них річки Жван розташоване помістя Палац Комарів, що є ядром даного архітектурно-ландшафтного комплексу. Оборонна, житлова та господарська частини помістя, а також прилеглі ділянки містечка Муровані Курилівці займають першу надзаплавну терасу. Паркова територія знаходиться на крутих схилах річкової долини. Рельєф території пересічений, діапазон висот над рівнем моря становить 60 м. До території парку прилягає штучний ставок, створений на річці Жван.
Наприкінці XVIII ст. на лівому березі річки Жван південніше від замку, що поступово втрачав оборонне значення і перетворювався на розкішну магнатську резиденцію, закладено парк. Основою композиції стали природні особливості місцевості — крутий схил берега продиктував терасну систему доріжок, виходи гірських порід використано для малих форм паркової архітектури. Сьогодні на території парку знаходиться школа-інтернат, адміністративні установи. Парк використовується жителями містечка для рекреаційних цілей.
Асортиментний склад зелених насаджень: дуб звичайний, сосна звичайна, сосна чорна, акація жовта, акація біла, акація рожева, алича, ясен звичайний, ясен зелений, клен татарський, клен гостролистий, клен польовий, клен сріблястий, каштан кінський, ялина звичайна, туя західна, граб звичайний, липа серцелиста, липа дрібнолиста, кизил польовий, верба козяча, верба біла, верба дамка, вільха чорна, тополя пірамідальна, тополя канадська, яблуня, бруслина бородавчаста, бруслина європейська, спірея калинолиста, спірея середня, свидина криваво-червона, гледичія безколючкова, черемшина, ліщина, чорна бузина, бузок звичайний, горобина звичайна, хміль, калина гордовина, жасмин, барбарис, глід, жимолость.

## Галерея

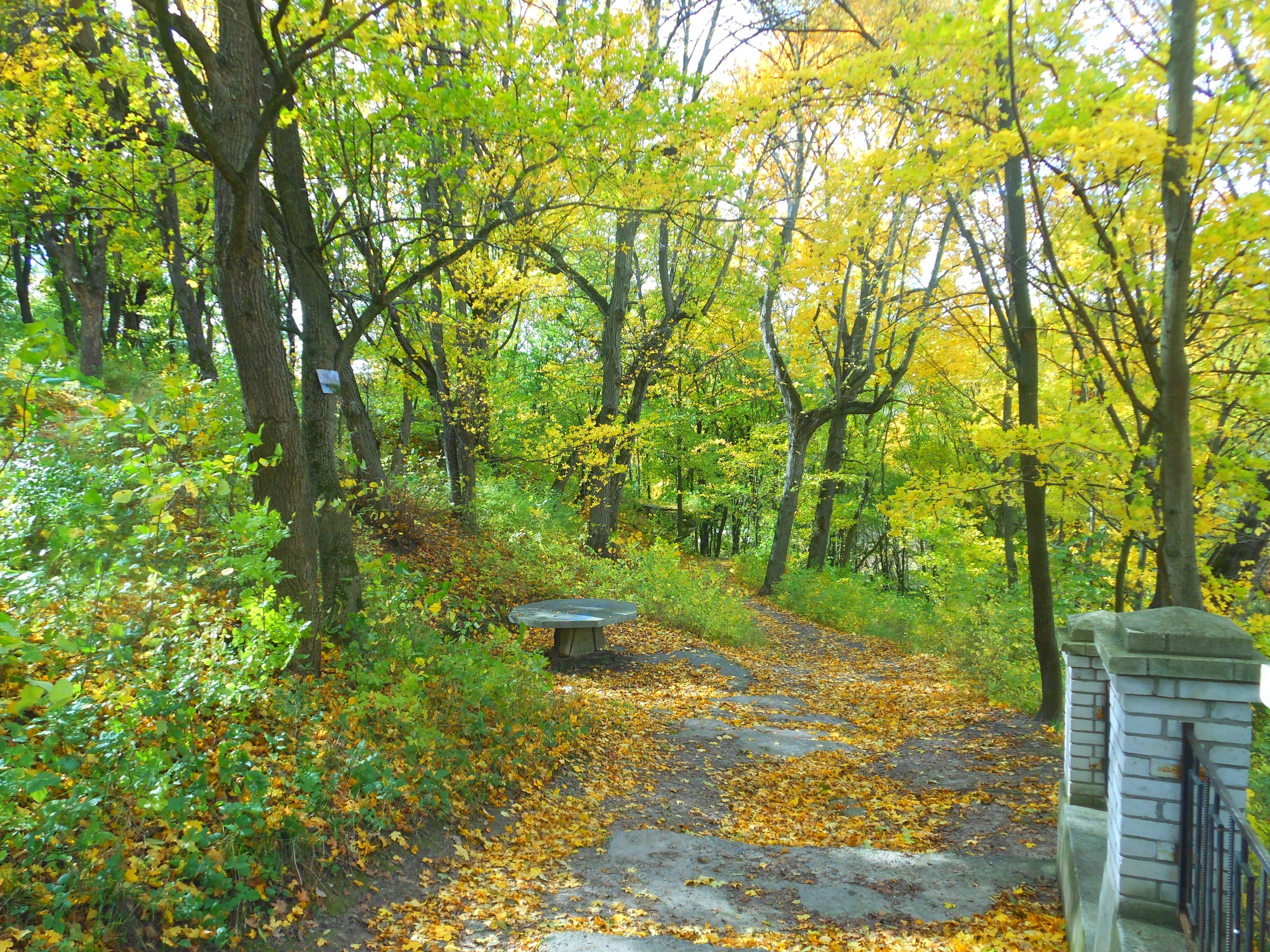
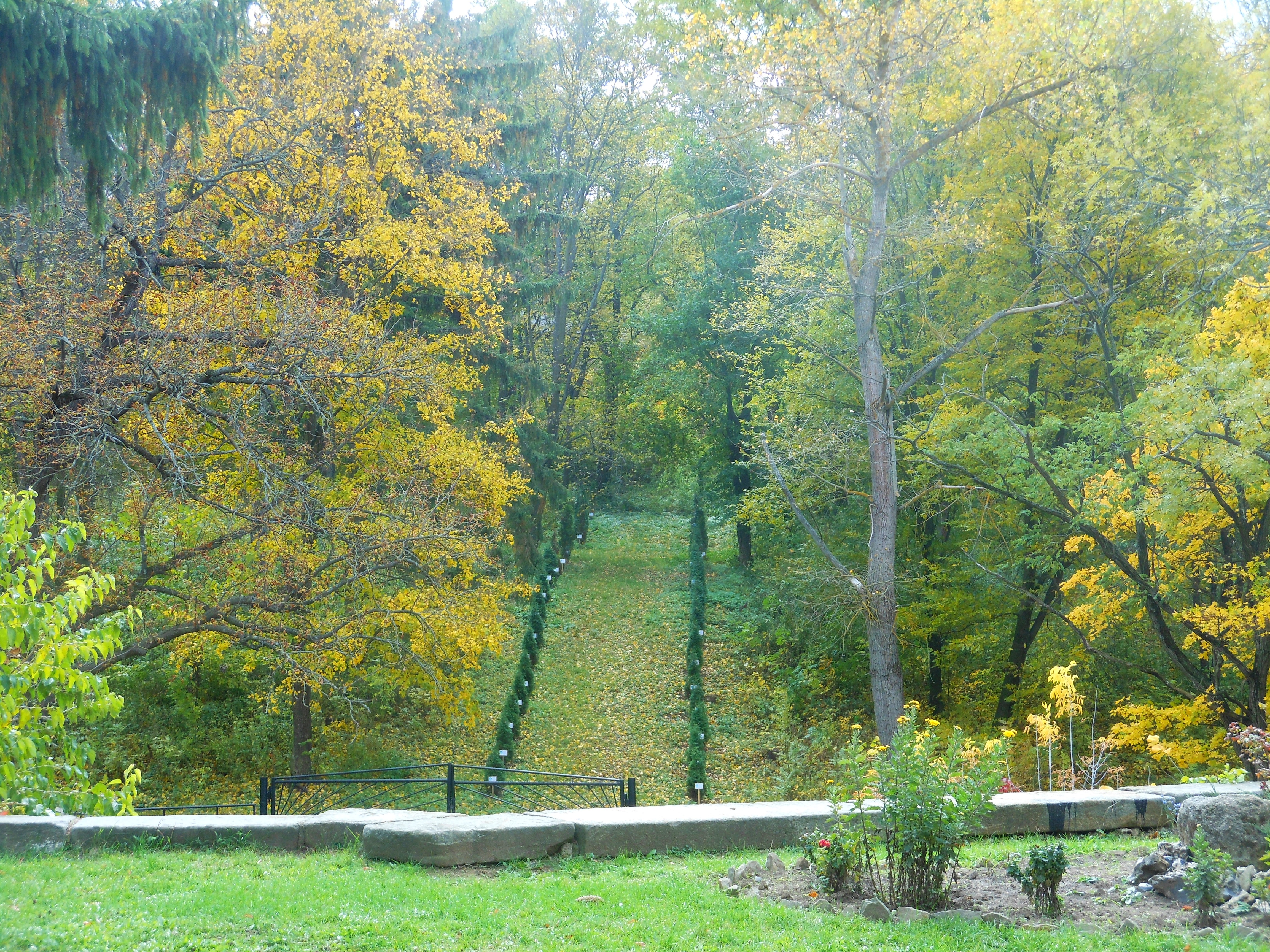
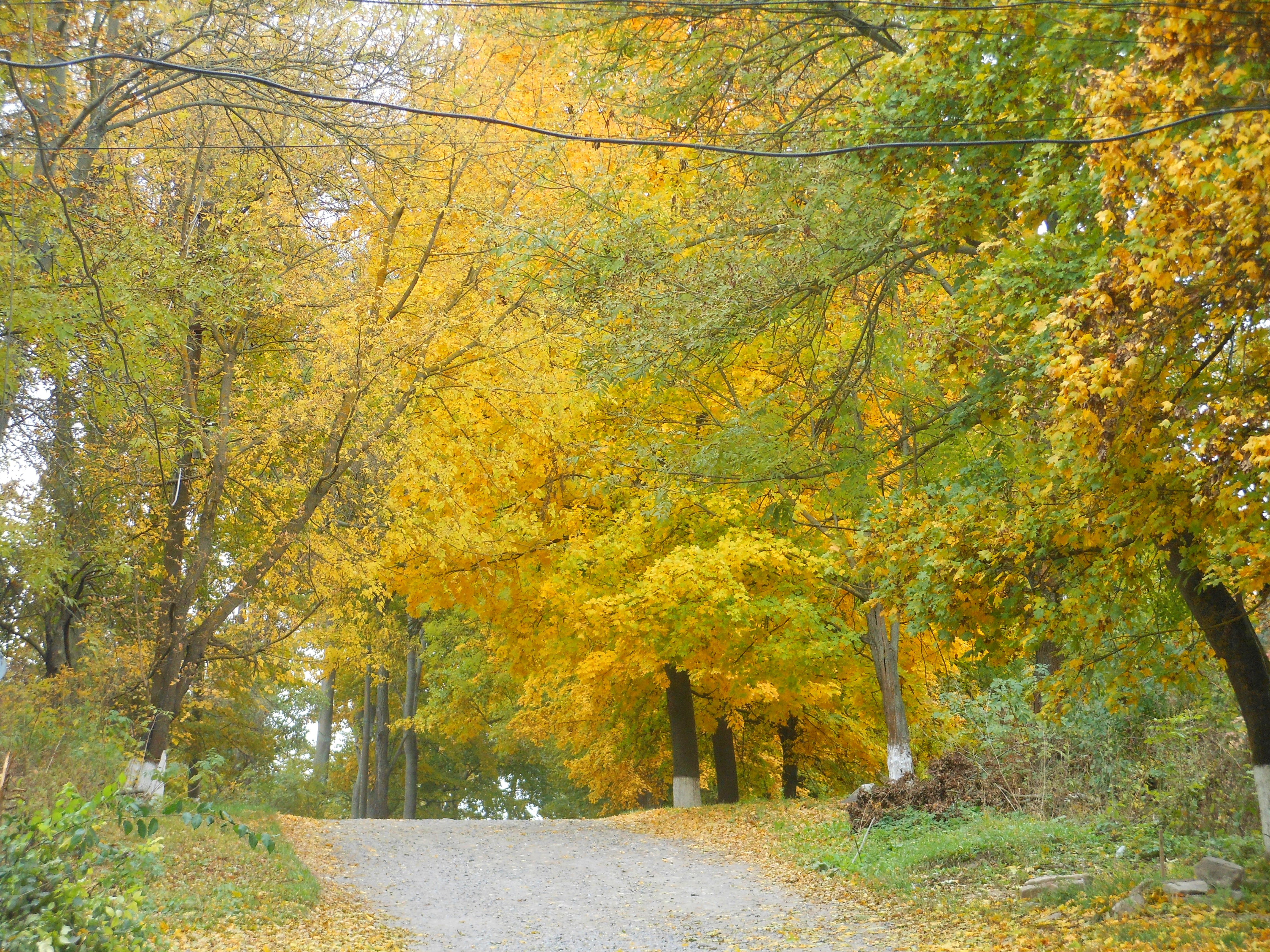
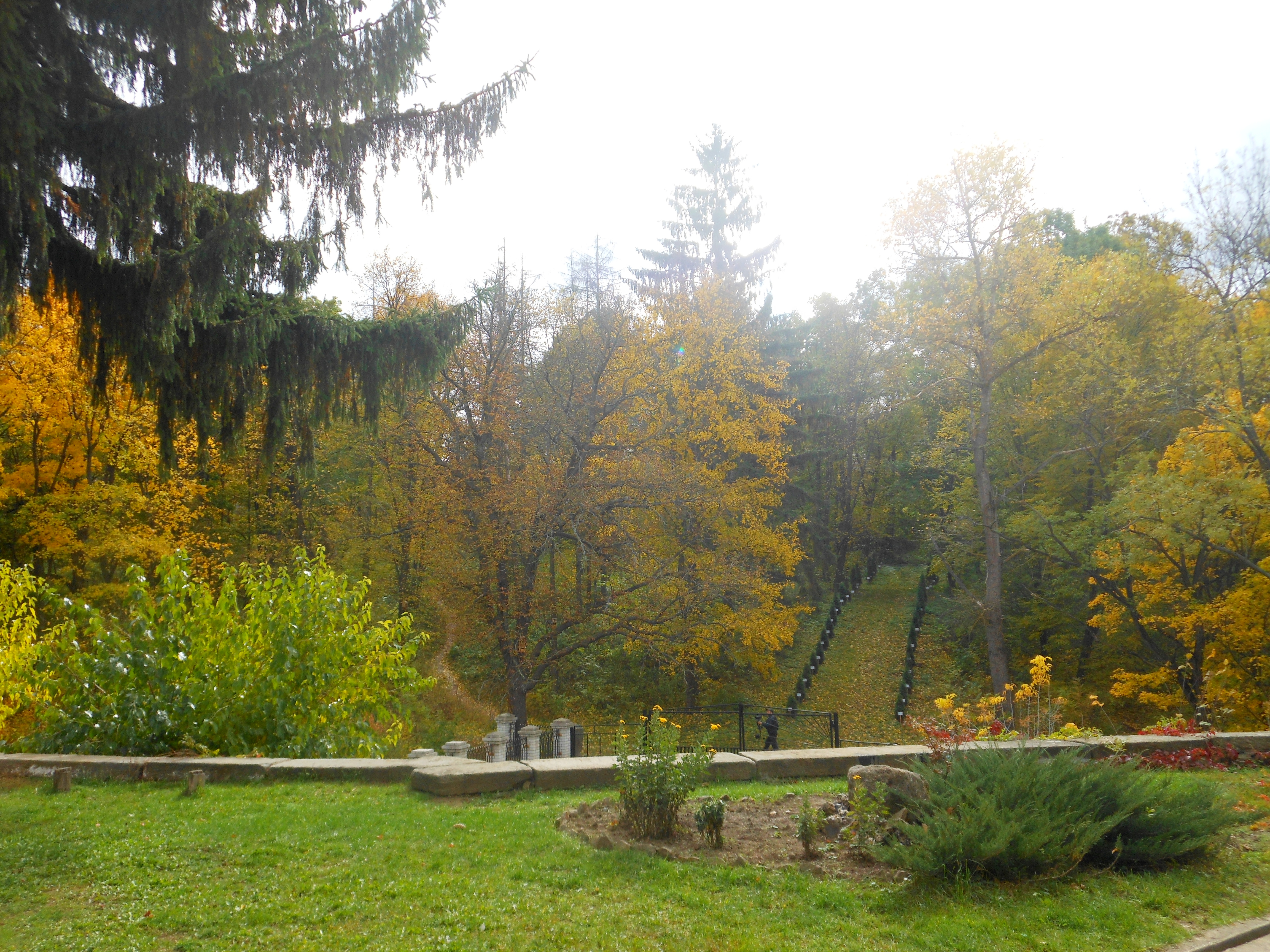
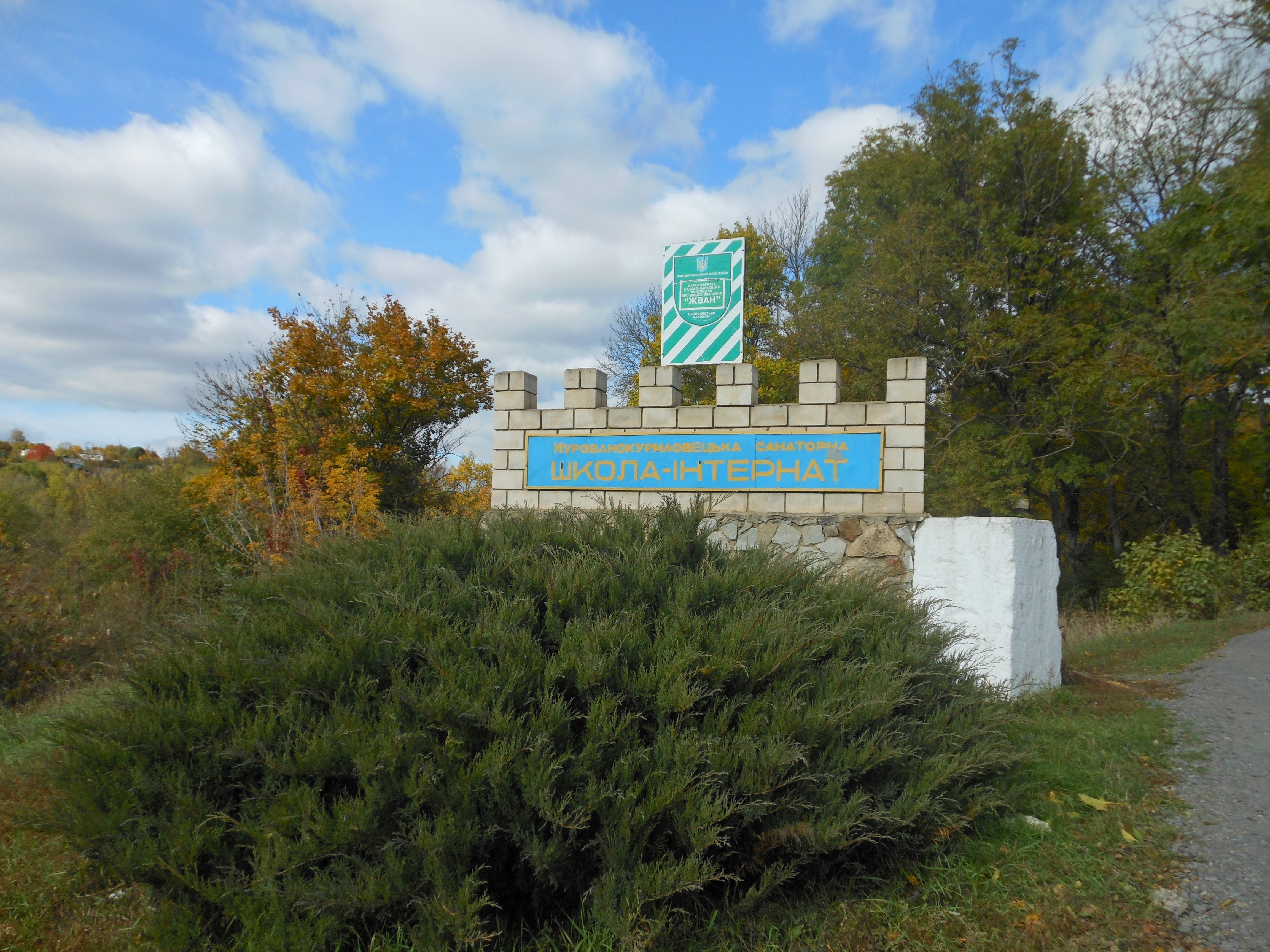
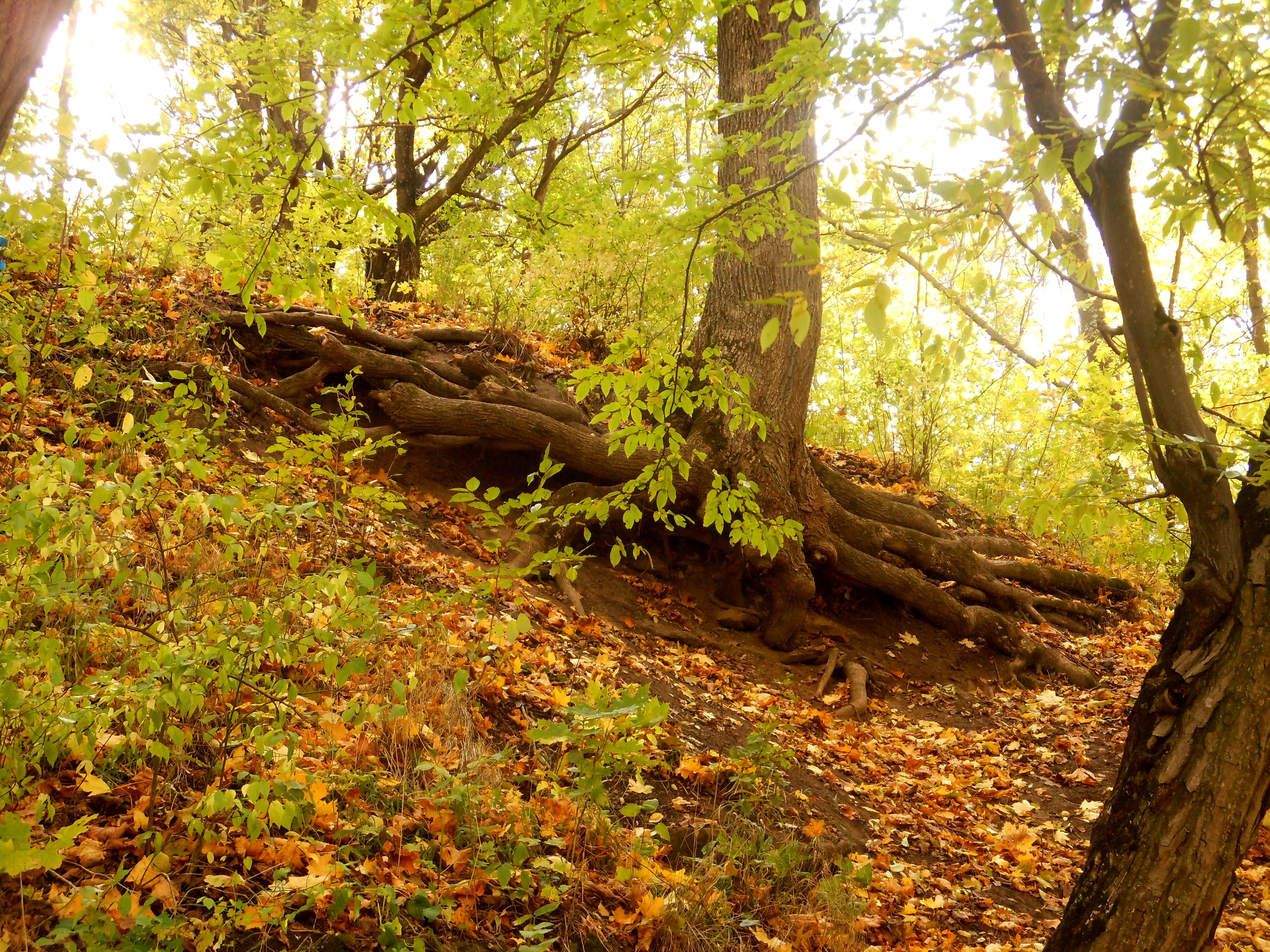
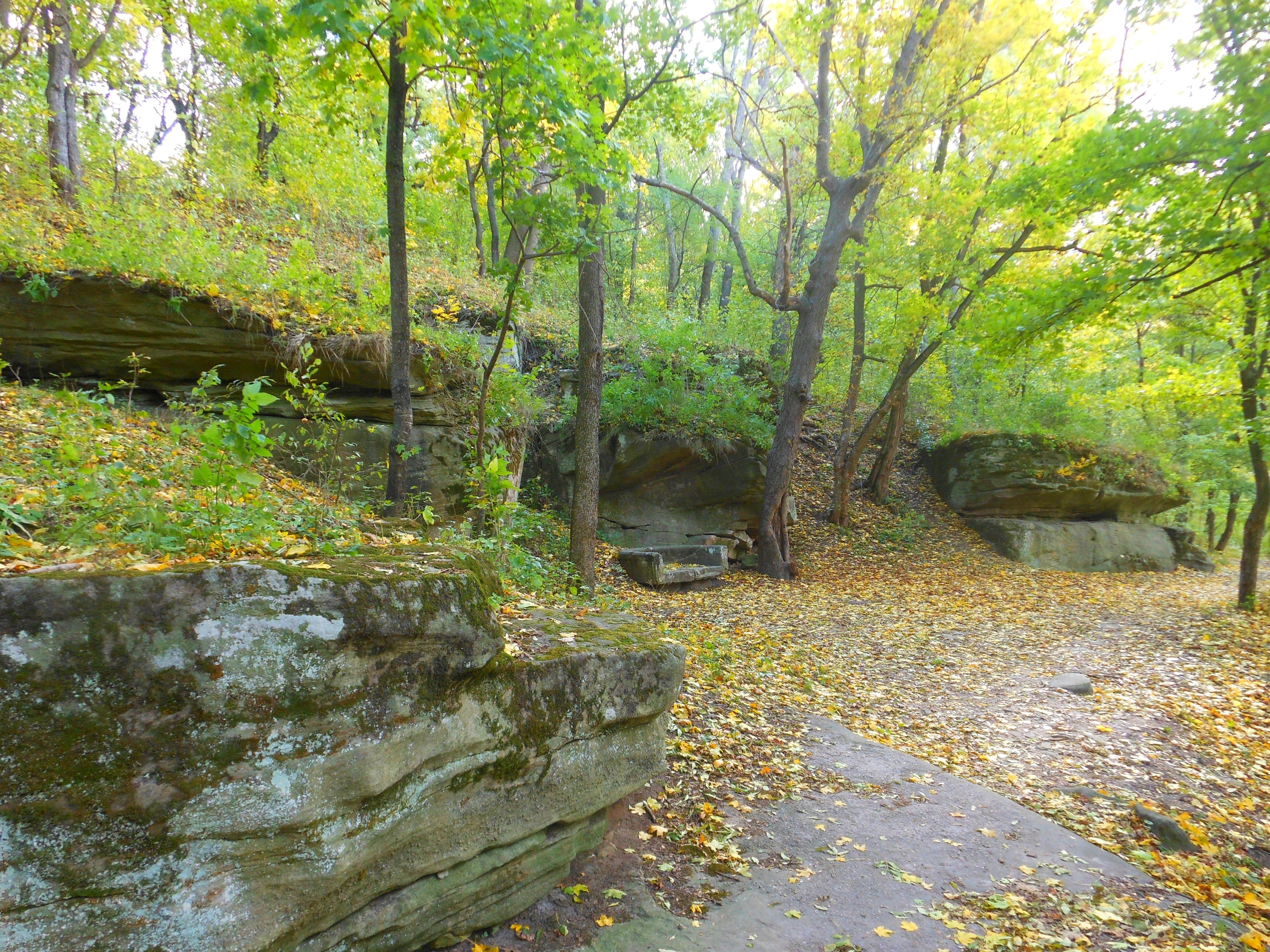
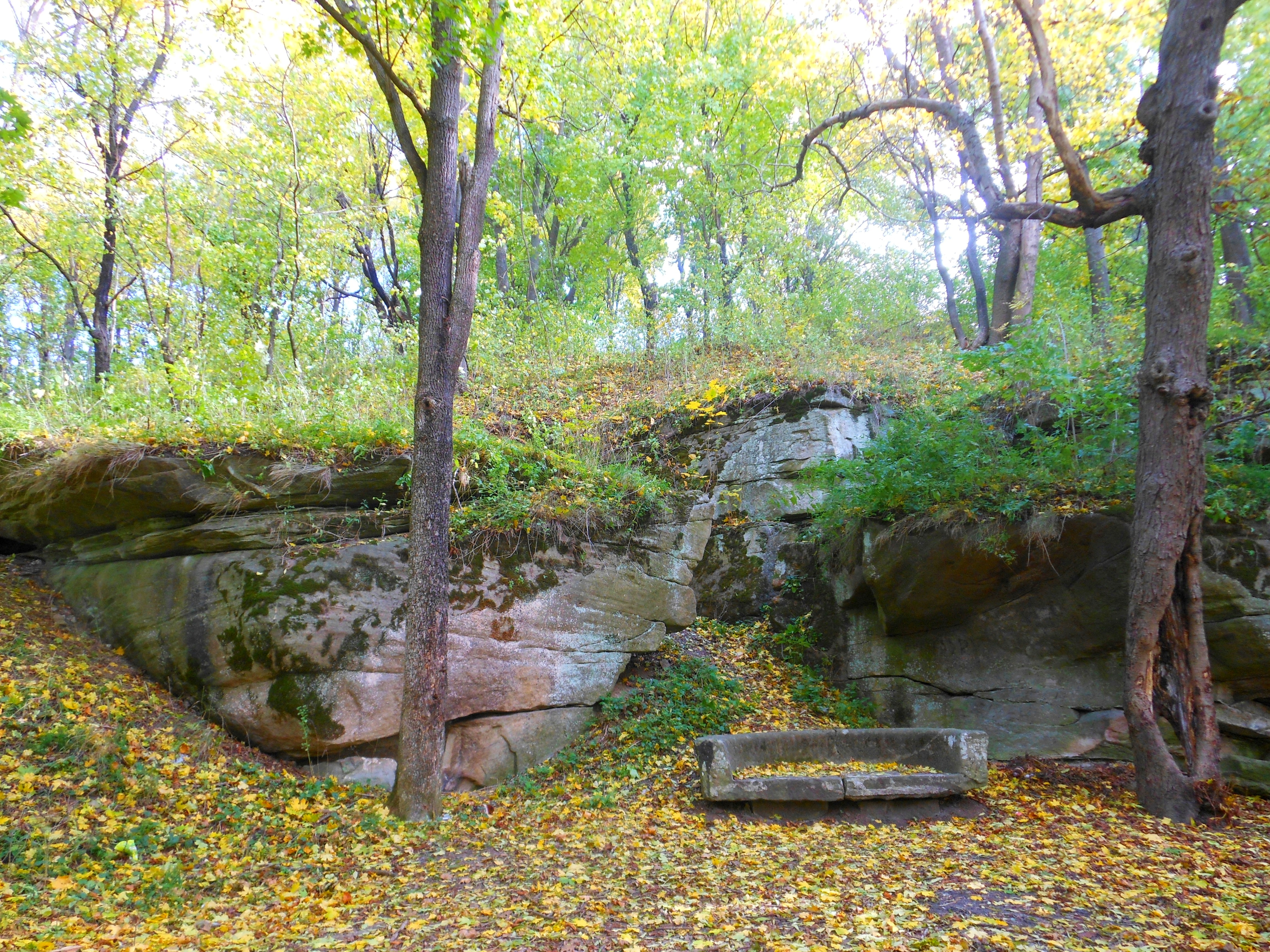
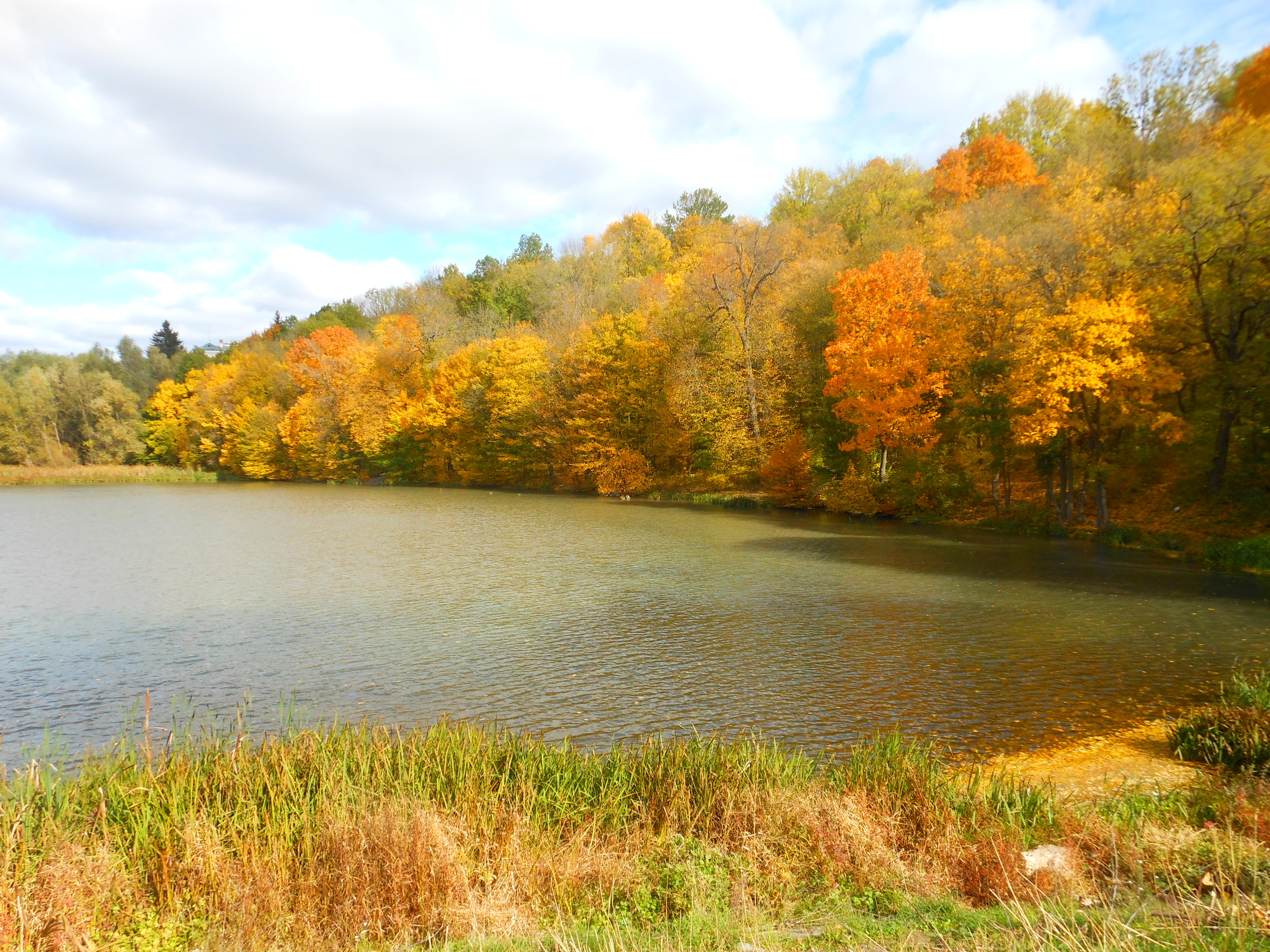
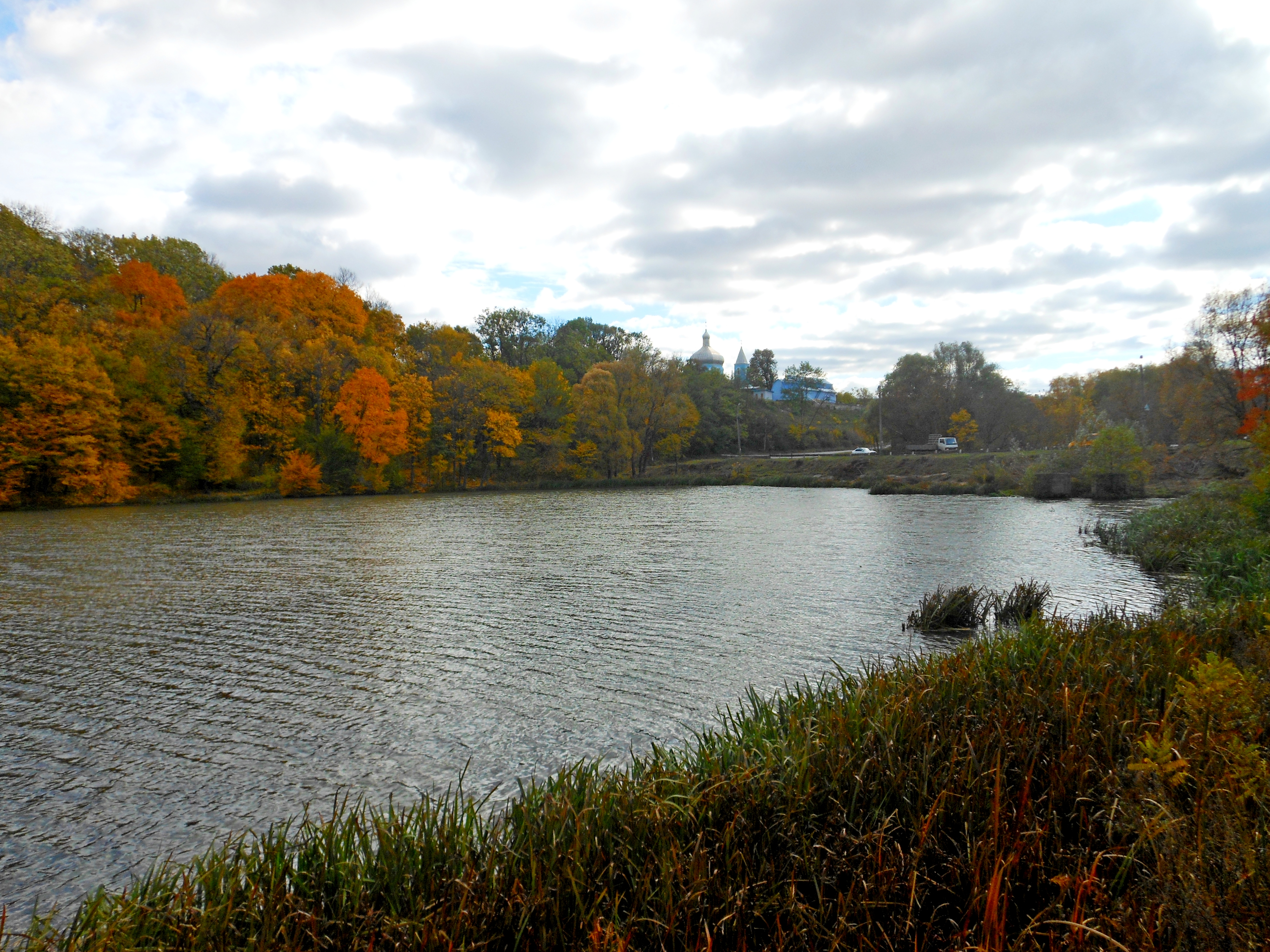